# Repdigit
A repdigit egy olyan természetes szám, mely csak azonos számjegyeket tartalmaz, mint például a 11, 666, 7777 stb.
A repdigit egy angol vegyülékszó, melyet a „repeated digit”-ből képeztek, és ismétlődő számjegyet jelent.
A repdigitet szokták a szórakoztató matematika tárgykörébe sorolni, mely azt jelenti, hogy ez a fogalom nem tartozik szorosan a professzionális matematika tudományának tárgykörébe.
A repunit is repdigit.
A repdigitek palindromszámok, azaz olyan számok, melyeknek számjegyeit fordított sorrendben írva az eredeti számot kapjuk vissza. Nevezetes repdigitek a repunit prímek, köztük (kettes számrendszerben) a Mersenne-prímek.

## Definíció
B radixú repdigit: {\displaystyle R=x{\frac {B^{y}-1}{B-1}}}
ahol {\displaystyle 0<x<B} az ismételt számjegy és {\displaystyle y} az ismétlés száma.
Például a repdigit 77 decimális számrendszerben (B=10):
{\displaystyle 7{\frac {10^{2}-1}{10-1}}}.

## Témához kapcsolódó szócikkek az interneten
- http://mathworld.wolfram.com/Repdigit.html
- https://cs.uwaterloo.ca/journals/JIS/keith.html